# Phoroncidia hexacantha
Phoroncidia hexacantha là một loài nhện trong họ Theridiidae.
Loài này thuộc chi Phoroncidia. Phoroncidia hexacantha được Tord Tamerlan Teodor Thorell miêu tả năm 1890.